# CSI: Fatal Conspiracy
CSI: Fatal Conspiracy — видеоигра, основанная на телесериале C.S.I.: Место преступления. Это девятая игра, основанная на этом сериале. Она была выпущена 26 октября 2010 года (вместе с CSI: Unsolved) для Microsoft Windows, PlayStation 3, Xbox 360 и Wii.
Игра соответствует 10-му сезону телесериала и включает возвращение Сары Сайдл.
Команда сценаристов из шоу была вовлечена в сценарий игры, и Лоренс Фишберн повторил свою роль из телевизионной программы.

## Дела

### Дело 1: Испеченная вспышка
Сгоревшее здание превращается в место преступления, когда вы обнаруживаете в нём мертвое тело, принадлежащее женщине по имени Портия Вайсманн, которая была управляющей спа-салона. Сара Сайдл является партнёром игрока в этом деле. Подозреваемыми являются Брайан Рид, бывший парень жертвы, и Педро Бакса, владелец спа.

### Дело 2: Доказательство посадки
Строитель по имени Марк Энсин найден мертвым в центре строительной площадки. Грег Сандерс является партнёром игрока в этом деле. Во время дела оказывается, что жертва была в депрессии и близка к самоубийству. Подозреваемыми являются Захари Линч, руководитель строительства, Маркус Кунчай, сантехник, который является другом жертвы, и Тодд Стюарт, садовник и предполагаемый экологический террорист.

### Дело 3: Спасена
Жертва ожога по имени Мэри Марст становится жертвой убийства, когда устанавливается, что её медицинское оборудование саботируется. Ник Стоукс в паре с игроком в этом деле. Подозреваемые — Джон Барретт, сводный брат жертвы, Джейн Барретт, сводная сестра жертвы, и Полин Лю, медсестра жертвы из приюта.

### Дело 4: Всё вымыто
Временный секретарь по имени Джессика Марнье была найдена мертвой в своей машине на автомойке. Подозреваемые — Вероника Карвер, лучший друг жертвы и сосед по дому, Уилл Райс, богатый парень жертвы и Мануэль Молинез, человек, который является лучшим другом её парня и находится под условно-досрочным освобождением. Игрок работает с Кэтрин Уиллоус в этом деле.

### Дело 5: Битва с боссом
Все предыдущие дела работали над доведением до кульминации основной сюжетной линии игры. Доктор Раймонд Лэнгстон является партнёром игрока по этому делу. Этот случай состоит из двух частей: два убийства принадлежат Мануэлю Молинезу (подозреваемый в предыдущем деле), а другое — агенту Джину Хантби. Основное внимание в этом деле направлено на Беатрис Салазар и сержанта по имени Тимоти Липп.

## Отзывы
| Сводный рейтинг     | Сводный рейтинг                        |
| Агрегатор           | Оценка                                 |
| ------------------- | -------------------------------------- |
| GameRankings        | (PC) 53,33 % (X360) 47,50 % (PS3) 40 % |
| Metacritic          | (PC) 47/100 (X360) 42/100 (PS3) 39/100 |
| Иноязычные издания  |                                        |
| Издание             | Оценка                                 |
| Destructoid         | 5/10                                   |
| GameZone            | 4,5/10                                 |
| The Daily Telegraph | 6/10                                   |

Fatal Conspiracy был встречен смешанным приемом после релиза. GameRankings и Metacritic дали 53,33 % и 47 из 100 для ПК версии; 47,50 % и 42 из 100 для версии на Xbox 360; и 40 % и 39 из 100 for для версии на PlayStation 3.